# 細川家住宅
細川家住宅（ほそかわけじゅうたく）は、 香川県さぬき市にある国の重要文化財の民家である。

## 概要
さぬき市の多和地区は江戸時代前期の寛永年間（1624年 - 1643年）まで額邑（がくむら）と呼ばれていた。この地は讃岐で生産された塩を志度から阿波に運んでいた街道沿いにある。
細川家は代々この地で居住した農家である。この古民家は1966年（昭和41年）5月の民俗調査で発見された。江戸時代中期の18世紀初頭の建造と推定されている。
母屋、納屋、便所、木納屋の各棟がある。母屋の間取りは土間・土座・座敷の横三間取りで構成されている。土間は「ニワ」と呼ばれており、かまど・大かまど・唐臼があり、ここで食事が作られていた。土座は土間の上にゴザを敷いた居間で中央に囲炉裏があり家族の団欒・食事、来客の接待に使用されていた。座敷は床が竹で出来ており、その上にゴザが敷かれている。座敷の北奥には向かって左から床・仏壇・物入れが配されている。
柱は栗材で、軸部には一部で松材が使用されている。屋根は寄棟の茅葺で下まで葺き下ろしたツクダレ形式である。壁は土壁となっており西側と北側には開口部がない。
1971年（昭和46年）6月22日指定。1977年（昭和52年）に、解体復元修理が行われた。

## 規模
母屋の規模は下記の通り。
- 桁行：12.8メートル（6間）
- 梁間：6.1メートル（3間）
- 棟高：5.875メートル
- 床面積：74.64平方メートル

## 利用情報
- 所在地：香川県さぬき市多和額東46番地
- 開放時間：9:00〜17:00 （冬期は16時まで）
- 閉日：毎週月曜日
- 入場料：無料、駐車場あり